# VBL (бронеавтомобиль)
Panhard General Defence Véhicule blindé léger (фр. Véhicule Blindé Léger — «лёгкая бронированная машина», сокращённо VBL) — французский бронеавтомобиль, разработанный компанией Panhard General Defence в середине 1980-х годов.
VBL оснащается двигателями мощностью 95 или 125 л. с., и 3-ступенчатой автоматической коробкой передач ZF 3HP22. Бронеавтомобиль имеет 1 уровень защиты корпуса, по стандарту НАТО STANAG 4569.
Машиной заинтересовалось МВД России (ВВ МВД) и ПС ФСБ. В 2013 году в Нижнем Тагиле на оборонной выставке Russian Expo Arms-2013 машина была представлена под названием ASTAIS-VBL, её производство предполагалось организовать в России, на предприятии ЗАО «АСТЕЙС».

## Модификации
- VBL Mk2 — модификация, оснащённая двигателем Steyr мощностью 125 л. с. и объёмом 2,5 л, 4-ступенчатой автоматической коробки передач ZF, и новыми шинами.
- VBL 12,7 — версия, оборудованная башней PL127, вооружённая 12,7-мм пулемётом, вместо которого возможна установка 40-мм гранатомёта.
- VBL Mistral — машина ПВО, оборудованная системой Albi, вооружённая ПЗРК Мистраль.
- VBL Sourse — специальная разведывательная версия, разработана в сотрудничестве с THALES. Оборудована мультисенсорной системой наблюдения.
- VBL MILAN — противотанковая версия, вооружённая ПТРК Милан.
- VBL KORNET — противотанковая версия, вооружённая ПТРК Корнет.
- VBL TOW — противотанковая версия, вооружённая ПТРК BGM-71 TOW.
- VBL INGWE — противотанковая версия, вооружённая ПТРК Ingwe.
- ASTAIS-VBL — установлен двигатель Steyr M14 мощностью 129 л. с. и автоматическая коробка передач Mercedes-Benz W5AS80.

## Операторы
- Бенин — 10 VBL, по состоянию на 2012 год[3]
- Ботсвана — 64 VBL, по состоянию на 2012 год[4]
- Габон — 14 VBL, по состоянию на 2012 год[5]
- Греция — 242 VBL по состоянию на 2024 год[6]
- Джибути — 15 VBL, по состоянию на 2012 год[7]
- Индонезия — 18 VBL, по состоянию на 2012 год[8]
- Катар — 16 VBL, по состоянию на 2012 год[9]
- Камерун — 5 VBL, по состоянию на 2012 год[10]
- Кувейт — 20 VBL в Национальной гвардии, по состоянию на 2012 год[11]
- Малайзия — 10 VBL, по состоянию на 2012 год[12]
- Мексика — 32 VBL и 8 VBL MILAN, по состоянию на 2012 год[13]
- Нигер — 7 VBL, по состоянию на 2012 год[14]
- Нигерия — 72 VBL, по состоянию на 2012 год[15]
- ОАЭ — 24 VBL, по состоянию на 2012 год[16]
- Оман — 124 VBL и 8 VBL TOW, по состоянию на 2012 год[17]
- Руанда — 16 VBL, по состоянию на 2012 год[18]
- Португалия — 16 VBL по состоянию на 2024 год[19]
- Того — 2 VBL, по состоянию на 2012 год[20]
- Франция — 1380 VBL разных модификаций по состоянию на 2024[21]